# Александрійська богословська школа
Александрійська богословська школа — заснована 180 року катехитом Пантеном. Школа була однією з перших та однією з найбільших богословських шкіл Візантійської імперії, а довший час, навіть всього християнського світу. Александрія була, на той час, одним з найбільших міст Римської імперії. Вона також мала статус важливого економічного осередку — оскільки в ній знаходився великий порт з якого йшли поставки єгипетського хліба (Єгипет був житницею Римської та Візантійської імперій) та культурним центром — завдяки спадщині Птолемеїв, що включала в себе Александрійську бібліотеку, елліністичні філософські школи та тісне переплетення єгипетського містицизму з грецьким раціоналізмом. З поширенням християнства Александрія стала одним із патріарших центрів (майбутнього Александрійського патріархату). Престижу Александрійській церкві додавало, ще й те, що згідно з церковним переданням її засновником ніби то був євангеліст та апостол від сімдесяти св. Марко.
В Александрії проживала найбільша єврейська діаспора, представником якої був філософ Філон. Цей єврейський мислитель, перебуваючи під впливом філософії Платона та намагаючись поєднати юдейську та елліністичну культури, проповідував алегоричне трактування Старого Завіту (Танаху). Він вважав, що за кожним конкретним образом чи персонажем (Адам, Єва, Каїн, верблюд) прихований певний алегоричний образ (розум, життя, корисливість, пам'ять).
Традиції єврейського платонізму згодом лягли в основу катихуменської традиції Александрійських християн тому її ще називають містико-спекулятивною. Александрійці славились своєю любов'ю до античної філософії. Климент Александрійський (один з ранніх представників цієї школи) стверджував: «Істинна філософія є знанням як справ Божих, так і людських, вона наука, що формує для нас поняття про людське відношення до Бога і світу, вказуючи нам засоби до осягнення мудрості та чесноти». Він намагався узгодити християнське вчення з категоріями тодішнього наукового мислення. На відміну від багатьох тогочасних отців та вчителів Церкви, які вважали язичницьку філософію шкідливою або непотрібною, Климент Александрійський стверджував, що філософія розвиває та формує розум, допомагає краще та всесторонніше розуміти християнське віровчення.
В Александрійській традиції цікавим є співвідношення віри та розуму. В зв'язку тим, що в теологічних та філософських роздумах александрійці більше уваги приділяли абстрактним, надчуттєвим поняттям, відповідно такі роздуми приводили до міркувань, що вищі релігійні істини мають в собі надто багато таємничого та ірраціонального, а відповідно їх не можна осягнути розумом та передати людською мовою. Це служило підґрунтям твердження за яким віра важливіше розуму, оскільки вона є не просто необхідною для досягнення певного вищого знання, й основою будь-якого знання. Вище знання називали тоді означували як гнозис. Климент був переконаний, що віра, спираючись на Об'явлення, насправді є джерелом і критерієм істинності усякого пізнання, в тому числі й філософського. Він наводив паралель з аксіомами — твердженнями, які неможливо довести, але які служать доказами інших тверджень. Якщо аксіому неможливо довести, отже в неї можливо тільки повірити. Ориген твердив, що людина є обмеженою по своїй природі, відповідно її розум теж є обмеженим, тому для пояснення вищих істин одного розуму недостатньо.
Александрійці не відкидали роль розуму. Вони вважали, що грекам філософія була необхідна для пізнання істини в часи коли їм ще не була дана мудрість Святого Письма. Наука, філософія і логіка позитивно сприймалися і навіть заохочувалися. Але у важливих теологічних суперечках александрійці надавали перевагу підпорядкуванню розуму вірі і допускали його значимість в тій мірі, якій він цю віру підтверджує.
Перебування під сильним впливом ідей Платона визначило певні особливості в тому, яким аспектам богослов'я приділяли увагу александрійці та те, як вони їх трактували.
Александрійцям був властивий синтетичний метод в методології дослідження християнських постулатів. Вони бачили предмет, як єдність та взаємопов'язаність його елементів. Місцеві мислителі намагалися у всьому бачити цілісність та єдність, що в подальшому підштовхнуло їх до таких трактувань-єресей, як монофізитство (вчення про єдину природу Христа) та монофелітство (вчення про єдину волю Христа), оскільки александрійцям було важко сприйняти вчення про подвійну природу Христа.
Платон вважав, що матеріальні речі є лише відображенням ідеальних форм у світі ідей. Це мало певний влив на трактування александрійцями Біблії. Як вже вище було зазначено, Александрійська богословська школа тяжіла до алегоричного трактування Священних текстів. Її представники вважали, що під буквою Біблії прихований значно глибший зміст і намагалися осягнути цей зміст шляхом символів та алегорій. Ориген стверджував, що символічне трактування підтверджує універсальну світову мудрість цієї книги, а також її незаперечну філософічність, за якою криються найвищі питання людського буття, його сенсу, а також морально-етичні та психологічні проблеми. Таке бачення мало і негативні аспекти, оскільки широта тлумачень не сприяла їх систематизації.
Цікавими є певні дуалістичні ідеї властиві Александрійській богословській школі. Дуалізм був поширений на півдні та сході Римської імперії через активну діяльність маніхейців та гностиків. Суть дуалізму полягає в трактуванні матеріального світу, як недосконалого та такого, що носить у собі темне начало. Духовний світ трактується, як світлий і досконалий. Ці світи є протилежними, чітко розділеними і дуже відмінними. В гностичному та маніхейському трактуванні Бог створив духовний світ, а Диявол (деміург) матеріальний. Александрійці, звичайно, адаптували дуалізм до християнського віровчення, але залишили погляд на матерію як (за висловами неоплатоніків) щось несуттєве (тобто без власної суті). Таке трактування дуже вплинуло на їхні антропологічні погляди.
Александрійці дивилися на тіло як на щось недосконале, навіть нечисте. Цінність людини полягає лише в її душі, яка є образом і подобою Бога, — вважали вони. Афанасій Великий міркував — навіть якщо тіло, разом з душею попаде в Рай, то воно докорінно зміниться. Презирство до власного тіла і пошук містичного єднання з божеством було ідеалом християнського життя в трактуванні Александрійської богословської школи. Такі ідеї були характерними для монахів та самітників. Очевидно не випадково монаший рух зародився саме в Єгипті. Тому александрійські богослови завжди знаходили в монахах підтримку. Ченці в подальшому відіграли велику роль у перемозі ортодоксії над аріанством та несторіанством, але коли александрійці самі впали в єресь, підтримка монахів сприяла зміцненню та поширенню згаданого монофізитства та монофелітства. Монофізитство та монофелітство несли на собі відбиток антропологічних поглядів александрійців — теза про поглинання людської природи (чи волі) Христа Божественною було досить закономірною для богослов'я яке тісно пов'язане з містицизмом.
За час свого існування Александрійська богословська школа дала християнству видатних богословів. Найвідомішими представниками цієї школи були: Климент Александрійский (150–215), Ориген (185–253), Афанасій Великий (293–373), Кирило Александрійський (376–444) та ін. Водночас ця школа стала осередком породила у своєму лоні, з точки зору православних, єресі – апполінарінство, орігенізм (в своїй крайній формі), монофізитство та монофелітство.
Александрійська богословська школа була на рівні з Антіохійською найвпливовішими теологічними школами раннього християнства, але вони мали суттєві відмінності в більшості галузей богослов'я.